# Valdieri
Valdieri là một đô thị tại tỉnh Cuneo trong vùng Piedmont của Italia, vị trí cách khoảng 90 km về phía tây nam của Torino và khoảng 15 km về phía tây nam của Cuneo, on the border with France. Tại thời điểm ngày 31 tháng 12 năm 2004, đô thị này có dân số 950 người và diện tích là 153 km².
Đô thị Valdieri có các frazioni (đơn vị cấp dưới, chủ yếu là các làng) Andonno, S. Anna di Valdierivà Terme di Valdieri.
Valdieri giáp các đô thị: Aisone, Borgo San Dalmazzo, Demonte, Entracque, Isola (France), Moiola, Roaschia, Roccavione, Saint-Martin-Vésubie (France), Valdeblore (France)và Vinadio.

## Points of interest
- Giardino Botanico Alpino Valderia